# 瓦尔包洛格
瓦尔包洛格（匈牙利語：Várbalog），是匈牙利杰尔-莫雄-肖普朗州所辖的一个村。总面积22.70平方公里，总人口407，人口密度17.9人/平方公里（2011年1月1日）。